# Académie Goncourt

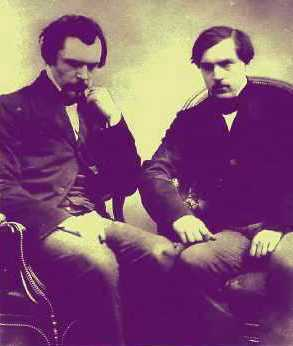
Edmond e Jules de Goncourt

L'Académie Goncourt è un'organizzazione culturale francese che ha sede a Parigi.
Sorta di cenacolo letterario (ufficialmente, Société littéraire des Goncourt) è stata fondata per volere testamentario dello scrittore Edmond de Goncourt (1822 - 1896) e in opposizione al regolamento all'epoca in vigore all'Académie française riguardo agli autori letterari.
Intendendo onorare il fratello defunto Jules  (1830 - 1870), de Goncourt confidò agli amici Alphonse Daudet e Léon Hennique il desiderio di costituire un'organizzazione che promuovesse un premio letterario nel loro nome, appunto il Premio Goncourt.

## LaSociété littéraire des Goncourt
Il progetto di fondazione della Société incontrò l'opposizione legale della famiglia de Goncourt ma fu portato a compimento il 1º marzo 1900, con lo svolgimento della prima riunione il 7 aprile successivo. Alphonse Daudet morì prima di veder decollare il progetto e il suo posto, come primo "coperto", all'interno del consiglio dell'Académie venne preso dal figlio Léon.
Ogni mese di dicembre, a partire dal 1903, dieci membri dell'Accademia assegnano il premio al miglior lavoro letterario in prosa pubblicato durante l'anno (la motivazione ufficiale si riferisce a un ouvrage d'imagination en prose paru dans l'année).
La partecipazione all'Académie è riservata a scrittori che abbiano prodotto lavori in lingua francese anche se avere la cittadinanza di Francia non è una condizione obbligatoria per l'appartenenza all'Accademia. Nel 1996 lo scrittore spagnolo Jorge Semprún è stato il primo straniero entrato a farne parte.
In aggiunta al Premio Goncourt, che è accompagnato da un assegno simbolico del valore di 10 euro, l'Académie è anche responsabile dell'assegnazione di cinque borse di maggiore valore sostanziale.
Dal 1926 al Premio Goncourt è associato il Premio Renaudot.

## I membri dell'Académie
I dieci membri dell'Académie vengono chiamati "i dieci" (les dix) e tengono le loro riunioni il primo martedì di ogni mese, eccetto che nel periodo estivo. Dal 1914 le riunioni si svolgono in occasione di incontri conviviali in una sala ovale (il Salon Goncourt) al secondo piano del Restaurant Drouant, un locale situato nel cuore di Parigi.
Le posate dei dieci differenti "coperti" usate durante queste cene societarie costituiscono una sorta di fil rouge riguardo alla continuità del lavoro dell'Académie rivestendo un importante significato simbolico. Ciascun nuovo membro, infatti, al momento della sua ammissione all'interno del consiglio, riceve la forchetta ed il coltello del membro che va a rimpiazzare, mentre su di essi viene inciso il suo nome.
I membri in carica al marzo 2022 erano:
- Didier Decoin, eletto nel 1995 e attuale presidente, eletto il 20 gennaio 2020
- Françoise Chandernagor, eletta nel giugno 1995,
- Tahar Ben Jelloun, eletto il 6 maggio 2008,
- Patrick Rambaud, eletto il 6 maggio 2008 sostituendo Daniel Boulanger, su sua richiesta,
- Philippe Claudel, eletto l'11 gennaio 2012,
- Pierre Assouline, eletto l'11 gennaio 2012 sostituendo Françoise Mallet-Joris, su sua richiesta,
- Paule Constant, eletta l'8 gennaio 2013,
- Éric-Emmanuel Schmitt, eletto il 6 gennaio 2016,
- Pascal Bruckner, eletto l'11 febbraio 2020,
- Camille Laurens, eletta l'11 febbraio 2020.

## Lista degli accademici per coperto

### Primo coperto
- 1900-1942: Léon Daudet
- 1942-1944: Jean de La Varende
- 1944-1954: Colette
- 1954-1970: Jean Giono
- 1971-1977: Bernard Clavel
- 1977-2004: André Stil
- 2004-2019: Bernard Pivot
- dal 2020: Pascal Bruckner

### Secondo coperto
- 1900-1907: Joris-Karl Huysmans
- 1907-1910: Jules Renard
- 1910-1917: Judith Gautier
- 1918-1924: Henry Céard
- 1924-1939: Pol Neveux
- 1939-1948: Sacha Guitry
- 1949-1983: Armand Salacrou
- 1983-2016: Edmonde Charles-Roux
- dal 2016: Éric-Emmanuel Schmitt

### Terzo coperto
- 1900-1917: Octave Mirbeau
- 1917-1947: Jean Ajalbert
- 1947-1973: Alexandre Arnoux
- 1973-1995: Jean Cayrol
- dal 1995: Didier Decoin

### Quarto coperto
- 1900-1940: J.-H. Rosny aîné
- 1940-1942: Pierre Champion
- 1943-1971: André Billy
- 1971-2012: Robert Sabatier
- dal 2013: Paule Constant

### Quinto coperto
- 1900-1948: Justin Rosny jeune
- 1948-1967: Gérard Bauër
- 1967-1968: Louis Aragon
- 1969-1983: Armand Lanoux
- 1983-2008: Daniel Boulanger
- dal 2008: Patrick Rambaud

### Sesto coperto
- 1900-1935: Léon Hennique
- 1936-1950: Léo Larguier
- 1951-1977: Raymond Queneau
- 1977-2008: François Nourissier
- dal 2008: Tahar Ben Jelloun

### Settimo coperto
- 1900-1918: Paul Margueritte
- 1919-1923: Émile Bergerat
- 1924-1937: Raoul Ponchon
- 1938-1948: René Benjamin
- 1949-1971: Philippe Hériat
- 1972-2011: Michel Tournier
- 2011-2015: Régis Debray
- 2016-2020: Virginie Despentes
- dal 2020: Camille Laurens

### Ottavo coperto
- 1900-1926: Gustave Geffroy
- 1926-1929: Georges Courteline
- 1929-1973: Roland Dorgelès
- 1973-1995: Emmanuel Roblès
- dal 1995: Françoise Chandernagor

### Nono coperto
- 1900-1925: Élémir Bourges
- 1926-1937: Gaston Chérau
- 1937-1958: Francis Carco
- 1958-1996: Hervé Bazin
- 1996-2011: Jorge Semprún
- dal 2012: Philippe Claudel

### Decimo coperto
- 1900-1949: Lucien Descaves
- 1950-1970: Pierre Mac Orlan
- 1970-2011: Françoise Mallet-Joris
- dal 2012: Pierre Assouline